# Bremen (Indiana)
Bremen es un pueblo ubicado en el condado de Marshall en el estado estadounidense de Indiana. En el Censo de 2010 tenía una población de 4588 habitantes y una densidad poblacional de 651,5 personas por km².

## Geografía
Bremen se encuentra ubicado en las coordenadas 41°26′52″N 86°9′2″O / 41.44778, -86.15056. Según la Oficina del Censo de los Estados Unidos, Bremen tiene una superficie total de 7.04 km², de la cual 7.03 km² corresponden a tierra firme y (0.15%) 0.01 km² es agua.

## Demografía
Según el censo de 2010, había 4588 personas residiendo en Bremen. La densidad de población era de 651,5 hab./km². De los 4588 habitantes, Bremen estaba compuesto por el 86.49% blancos, el 0.41% eran afroamericanos, el 0.22% eran amerindios, el 0.26% eran asiáticos, el 0% eran isleños del Pacífico, el 11.07% eran de otras razas y el 1.55% pertenecían a dos o más razas. Del total de la población el 17.96% eran hispanos o latinos de cualquier raza.